# Yngwie J. Malmsteen
Yngwie J. Malmsteen, de nom real Lars Johan Yngve Lannerbäck, va néixer el 30 de juny de 1963 a Estocolm, Suècia i és un dels guitarristes que van revolucionar l'execució d'aquest instrument durant les dècades dels anys 80 i 90. Va formar part d'agrupacions com Steeler i Alcatrazz.
Hereu dels enamoriscaments neoclàssics de Ritchie Blackmore, la imatge, la força de Jimi Hendrix, la innovació de Steve Hackett i devot de Bach, Beethoven i Paganini, Malmsteen és sens dubte el responsable directe de l'anomenada escola neoclàssica i un dels guitarristes més influents dels últims anys. Compta amb una autèntica legió d'imitadors com Timo Tolkki, Roland Grapow, Tuca Turili, etc., i és sens dubte pioner d'un moviment que va compartir músics com Vinnie Moore, Tony MacAlpine, Marty Friedman i Jason Becker.
Malmsteen va suposar una revolució tècnica com la que va ser en el seu dia Van Halen i són pocs els guitarristes contemporanis - amants de la distorsió - que d'una o altra manera no s'hagin vist influenciats per la manera de tocar d'Yngwie.
També procedeix de la factoria de Mikey Varney (sens dubte un dels grans descobridors de talents del segle XX) i va començar el seu camí de la mà de Graham Bonnet, a Alcatrazz (Steve Vai va ser el seu substitut quan va abandonar el grup). Després d'abandonar Alcatrazz, va començar la seva carrera solista amb Rising Force, formació feta a la seva mida i on podria desenvolupar tot el seu ideari musical, deixant alguns L.P. memorables com Rising Force, Marching Out i Trilogy, només pels quals ja mereix un lloc d'honor entre els millors.
És reconegut com a virtuós del seu instrument a causa de la seva gran velocitat d'execució dins de l'estil Heavy Metal i Metal melòdic. La seva tècnica el va portar a incorporar elements de la tècnica de digitació del violí a l'estil de Niccolò Paganini, així com fragments estilístics melòdics i harmònics barrocs. El seu primer disc solista, Rising Force, publicat el 1984, presentava el seu particular estil neoclàssic, extremadament tècnic, i va ser una revolució per al gènere. Era instrumental en la seva major part. No només destacava ell com a guitarrista, sinó que Jens Johansson aportava solos de teclat amb una qualitat tècnica equivalent a la de Malmsteen. Els seus següents discos són una barreja de temes instrumentals i cantats, sempre en la mateixa línia clàssica. L'any 2004 s'uneix amb Steve Vai i amb Joe Satriani per al tur G3.
Fender fabrica una guitarra amb el seu nom: la Yngwie Malmsteen Stratocaser

## Discografia
- Rising Force (1984)
- Marching Out (1985)
- Trilogy (1986)
- Odyssey (1988)
- Trial By Fire: Live in Leningrad (1989)
- Eclipse (1990)
- Collection (1991)
- Fire and Ice (1992)
- The Seventh Sign (1994)
- Magnum Opus(1995)
- Inspiration (1996)
- Facing the Animal (1997)
- LIVE! (1998)
- Concerto Suite for Electric Guitar and Orchestra in Em, Opus 1 (1998)
- Alchemy (1999)
- War to End All Wars (2000)
- Concerto Suite LIVE (2002)
- The Genesis (2002)
- Attack!! (2002)
- G3 Live: Rockin' in the Free World (2004)
- Unleash The Fury (2005)
- Perpetual Flame (2008)
- Angels of Love (àlbum instrumental) (2009)
- Relentless (2010)
- Spellbound (2012)
- World on Fire (2016)
- Blue Lightning (2019)
- Parabellum (2021)